# Jo Brauner
Joachim „Jo“ Brauner (* 29. November 1937 in Nimptsch, Reichenbach, Provinz Niederschlesien) ist ein deutscher ehemaliger Nachrichtensprecher der ARD-Tagesschau. Am 9. Oktober 1974 las er erstmals eine 10-Uhr-Ausgabe der Tagesschau in dem damals nur über bestimmte Sender von ARD und ZDF ausgestrahlten Vormittagsprogramm, am 30. April 1975 erstmals die Hauptausgabe um 20 Uhr und am 9. Oktober 2004 letztmals die Nachrichten der Tagesschau.

## Leben
Im Zweiten Weltkrieg wurde Jo Brauner im Januar 1945 mit seiner Mutter und drei Geschwistern aus Breslau vertrieben. Danach lebte er in Saalfeld/Saale / Thüringen. 1958 bestand er das Staatsexamen als Grundschullehrer für Deutsch in der DDR am Pädagogischen Institut Leipzig. Im August desselben Jahres flüchtete er aus der DDR über West-Berlin in die Bundesrepublik Deutschland. In der folgenden Zeit arbeitete er in Hamburg unter anderem in einer graphischen Kunstanstalt, später als kaufmännischer Angestellter in einer Versicherungsgesellschaft.
1964 bewarb er sich beim NDR. Er nahm Sprechunterricht und las am 15. Mai 1965 seine ersten Nachrichten auf NDR 2. Auf Einladung von Herbert Zimmermann sprach er im Juli 1965 die Sportnachrichten auf NDR 1 und NDR 2. Nachdem er bis dahin nur sonntags gesprochen hatte, gab Brauner im Oktober 1965 seine Anstellung bei der Versicherungsgesellschaft auf und arbeitete hauptberuflich als Sprecher in Hörfunkabteilungen des NDR.
1967 nahm er eine Tätigkeit als Sprecher bei den Berichten vom Tage an. 1974 wurde er auf Einladung von Karl-Heinz Köpcke auch On- und Off-Sprecher bei der Tagesschau. Am 1. Januar 2000 trat Brauner die Nachfolge von Dagmar Berghoff als Chefsprecher von ARD-aktuell an. Im Interview mit der FAS merkte er indes an: „Fehler zu entdecken ist das einzige Recht, das die Sprecher den Redakteuren gegenüber haben.“ Am 9. Oktober 2004 las Brauner zum letzten Mal die Nachrichten der Tagesschau und beendete nach 30 Jahren seine Tätigkeit bei ARD-aktuell.
Anschließend moderierte er ab dem 9. November 2005 neben Ralf Kühler die Sendung Sammlershop Philatelie bei RTL Shop. Im Rahmen der ARD-Themenwoche 2008 sprach er am 21. April 2008 im ARD-Morgenmagazin ein weiteres Mal die halbstündlich wiederkehrenden Nachrichten der Tagesschau.
Brauner war von 1973 bis Mai 1991 Stadionsprecher bei den Fußball-Bundesligaspielen des Hamburger SV und von 1979 bis 2001 bei den alljährlich stattfindenden Internationalen Tennismeisterschaften der Damen und Herren am Hamburger Rothenbaum. Die Tätigkeit als Stadionsprecher beim HSV gab er auf, weil er die von Vereinspräsident Jürgen Hunke geforderten Änderungen nicht mittragen wollte. Hunke wollte statt eines sachlichen Ansagers einen „Aufpeitscher“.
Brauner ist Nachrichtensprecher beim Gesundheitsformat vigo TV der AOK. Seit November 2009 ist er Pate des Kinderhospizes Bethel für sterbende Kinder.
In der Nacht auf den 21. Dezember 2012 moderierte Brauner gemeinsam mit Florian Schroeder die Pilotfolge der neuen Satireshow des Ersten Deutschen Fernsehens Das Ernste.

## Persönliches
Brauner ist seit 1969 verheiratet und hat zwei Töchter. Er liebt Literatur sowie Klavier- und Violinkonzerte und spielt selbst Klavier.

## Veröffentlichungen
- Witze am laufenden Band – Die besten Hasenwitze, LP Zebra 91.533 (u. a. mit Jo Brauner als Studiosprecher)